# Peckia trivittata
Peckia trivittata är en tvåvingeart som först beskrevs av Charles Howard Curran 1927.  Peckia trivittata ingår i släktet Peckia och familjen köttflugor. Inga underarter finns listade i Catalogue of Life.